# Ludwig Wilhelmy

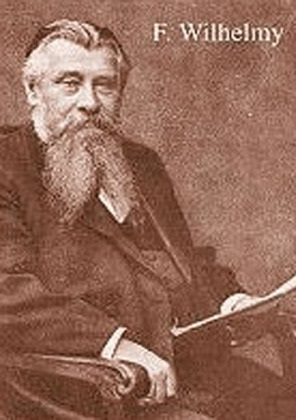
Ludwig Ferdinand Wilhelmy

Ludwig Ferdinand Wilhelmy (Stargard, Pomerania; 25 de diciembre de 1812 - Berlín, 18 de febrero de 1864) fue un químico y un físico alemán. Este científico del XIX siglo destacó principalmente en Química (en el estudio de la cinética química) y en Física (en el estudio de los fenómenos de superficie).
Es reconocido como un precursor del estudio cuantitativo de la evolución temporal de las transformaciones químicas al publicar el primer trabajo sobre el tema en 1850. También es responsable de medir la tensión superficial de líquidos y soluciones. Además de sus investigaciones en ciencias fundamentales y aplicadas, publicó, en 1852, un tratado de fisiología y de psicología.

## Biografía
Ludwig Ferdinand Wilhelmy nació el día 25 de diciembre del 1812 en el reino de Prusia entonces comprometido en las guerras napoleónicas y más precisamente por la Invasión napoleónica a Rusia.
Wilhelmy manifestó su interés por las ciencias al ser influenciado por su padre farmacéutico. Así es como decide hacer estudios superiores en Farmacología en la Universidad de Berlín lo que le permite retomar la farmacia paterna en Stargard al finalizar sus cursos. No obstante, experimentó rápidamente la necesidad de abrirse más en los estudios científicos y acabó por vender su laboratorio en 1843. Se lanza entonces en la termodinámica, un campo de estudio muy prometedor en la época de la industrialización en Europa occidental gracias a las máquinas a vapor.
Asistió con frecuencia a varias universidades de Berlín, Giessen y Heidelberg.
Siendo todavía un estudiante de doctorado, participa en el coloquio fundador de la Sociedad alemana de física organizado por Gustav Magnus en Berlín en 1845 junto con otros numerosos participantes.
Sus investigaciones le permiten obtener en 1846, una tesis de doctorado en la Universidad de Heidelberg llevando sobre el estudio de la transferencia de calor al interior de los sólidos (« Die Wärme, als Miß der Kohäsion » literalmente « El calor, como medida de la cohesión »).
Con el fin de profundizar en sus trabajos, regresa a París para seguir las conferencias de Henri Regnault en el Colegio de Francia. Este último publicó algunos años antes sus trabajos de investigación sobre el calor específico de cuerpos simples y compuestos.
De regreso en la Universidad de Heidelberg, sus aportaciones teóricas y experimentales le permiten desarrollar una nueva tesis, en 1849, sobre el mismo título de la anterior, titulada : « Versuch einer mathematisch-physikalischen Wärme-Theorie » (Tentativa de una teoría matemática y física del calor ). Una primera noción cuantitativa de la conductividad térmica aparece.
De 1849 a 1854, fue maestro de conferencias (« profesor particular ») en la Universidad de Heidelberg y desarrolló investigaciones sobre la rotación del plano de polarización de la luz en diversas substancias y con diferentes radiaciones. Para luego establecerse definitivamente en Berlín.
Trabajando sobre asuntos cercanos que tratan fenómenos de Capilaridad, desarrolla una amistad con Georg Quincke (que sostiene su tesis sobre este asunto en 1858 en la Universidad Humboldt de Berlín para luego ser profesor en la misma). Colaboraron desde 1860 hasta 1864 en un laboratorio acondicionado en su casa cerca de la puerta de Anhalt en Berlín. Wilhelmy también tenía una residencia en Heidelberg. En estos dos lugares, prosiguió sus investigaciones relacionadas con los fenómenos capilares. No obstante, no pudo acabar sus trabajos ya que muere inesperadamente de una neumonía en 1864. Pero su amigo Quincke desarrolla sus ejes de investigación.

## Trabajos científicos

### En cinética química
El trabajo de Wilhelmy fue uno de los primeros en el campo de la cinética, al estudiar la transformación química de la hidrólisis de la sacarosa.
Más precisamente, se ha interesado al hidrólisis de una solución ácida de sacarosa (salido de la caña de azúcar) en una mezcla equimolar de glucosa y de fructosa seguida por polarimetría. Ha establecido una Ecuación diferencial para describir la cinética de la reacción y la ha utilizado para interpretar sus resultados experimentales, en particular, la determinación de velocidades de reacción.

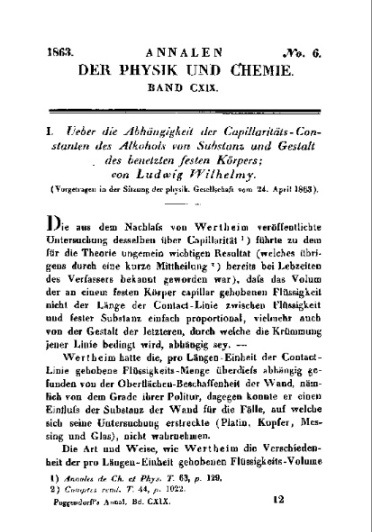
Ilustración de la cobertura la publicación de los trabajos de investigación de Wilhelmy sobre la tensión superficial en la revista Annalen der Physik und Chemie en 1863

Wilhelmy constató que la velocidad de reacción era proporcional a las concentraciones de sacarosa y de ácido presentes. También estudió la influencia de la temperatura sobre la velocidad de reacción. En su tiempo, sus estudios no llamaron demasiado la atención de sus contemporáneos. No obstante, al finalizar el siglo XIX, los científicos van 't Hoff y Arrhenius reencontraron y profundizaron sus resultados dándoles la importancia merecida, difundiendo estos descubrimientos a la comunidad científica.
El químico estadounidense Forris Jewett Moore ha explicado en su libro (« HA History of Chemistry » literalmente « Una historia de la chimie ») que el poco crédito
concedido a los descubrimientos de Wilhelmy era debido probablemente al hecho que su método innovador de polarimetría no era familiar a los científicos de la época. Además, Wilhelmy no gozaba en aquel entonces de un reconocimiento internacional. Era relativamente desconocido más allá de la esfera de los investigadores alemanes.

### En la estática de fluidos
Wilhelmy es también conocido para su método de medición de tensiones superficiales. Esta técnica utiliza una placa de arrancamiento también llamada Tensiómetro de placa de Wilhelmy. La principal publicación de sus investigaciones sobre este tema data de 1863.
En esta experiencia, una lámina delgada de metal (a menudo en aleación de platino) la cual asegura una humectación perfecta con el líquido o la solución arrancada de este fluido.